# Гирча тминолистная
Гирча́ тминоли́стная (лат. Selínum carvifólia) — многолетнее травянистое растение; вид рода Гирча (Selinum) семейства Зонтичные  (Umbelliferae), или Сельдерейные (Apiaceae).

## Ботаническое описание

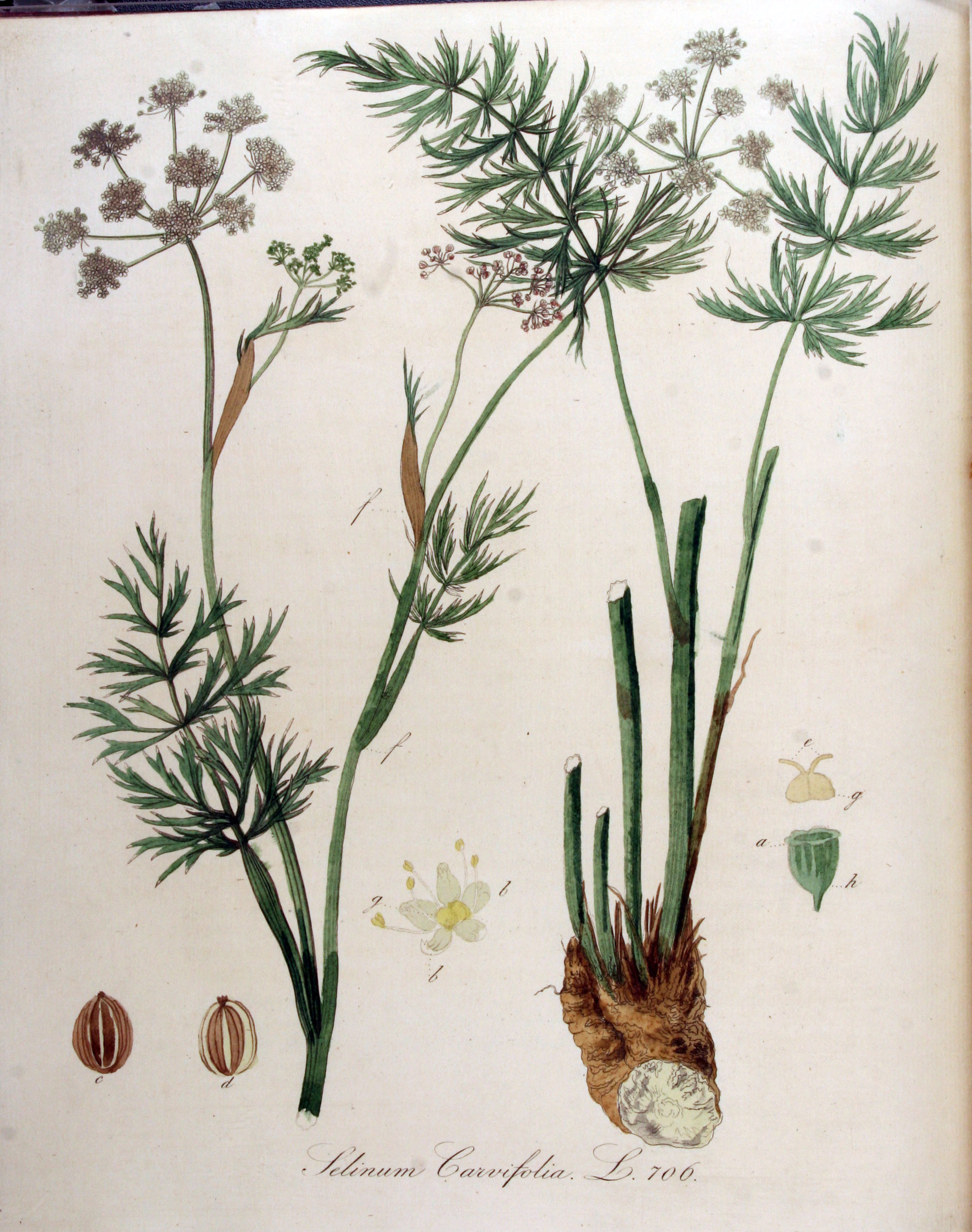

Поликарпик. Всё растение голое; стебель 30—100 см высотой, простой или в верхней части ветвистый, глубоко бороздчатый с острыми узко-крылатыми рёбрами. Корневая система — стержневая.
Листья зелёные, в общем очертании треугольно-яйцевидно продолговатые; прикорневые и нижние стеблевые листья на длинных (5—15 см) черешках при основании с короткими влагалищами, пластинка их трижды-четырежды перисторассечённая, 10—15 см длиной и 5—10 см шириной; доли последнего порядка яйцевидные, глубоко перисто-раздельные или перисто-рассечённые на ланцетовидные, на конце обыкновенно остроконечные, по краю мелко зазубренные дольки последнего порядка, 3—6 мм длиной и 1,5—2,5 мм шириной; верхние стеблевые листья более мелкие, меньше рассечённые, обычно только дважды перистые, сидячие.
Зонтики щитовидные, по нескольку на верхушке стебля и ветвей, 5—7 см в поперечнике с 15—20 бороздчатыми, с верхней стороны опушёнными лучами; обёртка отсутствует или из одного — двух рано опадающих незаметных листочков; зонтички многоцветковые, обёрточка многолистная из линейных, по краю узко и беловато плёнчатых и ресничато-зазубренных листочков более длинных, чем цветоножки; чашечные зубцы незаметные; лепестки белые или розоватые, эллиптические, около 1,5 мм длиной и до 1 мм шириной, при основании суженные в короткий ноготок, наверху узко-выемчатые.
Плод широкоэллиптический, 2,5—4 мм длиной и 2—3,5 мм шириной.
Цветение: июнь — август; плодоношение — сентябрь.

## Распространение и среда обитания
В России: европейская часть — Карелия, Ладога, Волжско-Камский район, Волжско-Донской район, Причерноморье; Западная Сибирь.
В мире: Украина, Скандинавия, Средняя Европа, Балканы, Прибалтика; заносное в Северной Америке.
На суходольных лугах, в зарослях кустарников, по опушкам, под пологом сыроватых широколиственных, смешанных, берёзовых и хвойных лисов и на их полянах.

## Охранный статус

### В России
В России вид входит в многие Красные книги субъектов Российской Федерации: Курганская (2012), Ростовская (2014) и Тюменская области (2004), Пермский край (2008), а также Республики Карелии (2007) и Республики Татарстан (2006).

### На Украине
Решением Луганского областного совета № 32/21 от 03.12.2009 г. входит в «Список регионально редких растений Луганской области».

## Синонимичные названия
- Seseli carvifolia L., 1753basionym
- Laserpitium selinoides Scop., 1771
- Selinum angulatum Lam., 1779
- Selinum pseudocarvifolia All., 1785
- Angelica carvifolia (L.) Vill., 1779
- Athamanta carvifolia (L.) Weber ex F.H.Wigg., 1780
- Selinum tenuifolium Salisb., 1796
- Carvi sulcatum Bernh., 1800
- Mylinum carvifolia (L.) Gaud., 1828
- Ligusticum carvifolium (L.) Caruel, 1889